# Urocotyledon norzilensis
Genre
Urocotyledon norzilensis est une espèce de geckos de la famille des Gekkonidae. L'espèce se rencontre dans les îles des Seychelles et était auparavant considérée comme une même espèce que Urocotyledon inexpectata.

## Description
L'holotype de Urocotyledon norzilensis, un mâle adulte, mesure 34,3 mm queue non comprise. Cette dernière, qui était en train de se régénérer, mesure 34,3 mm. Vivante, cette espèce présente un dos crème pâle tacheté de brun foncé de la tête jusqu'à la racine de la queue, avec des taches plus nombreuses au niveau de la nuque. Son ventre est orangé depuis ses membres antérieurs jusqu'au cloaque.

## Répartition
L'espèce se rencontre sur de nombreuses îles de la partie nord des Seychelles, incluant Félicité, La Digue, Grande Sœur, Curieuse, Praslin, Aride et Cocos.
Elle fréquente principalement les zones de blocs granitiques où elle se cache dans les crevasses, même si elle peut également être rencontrée sur des sols couverts de feuilles ou d'écorces. L'espèce ayant un comportement très similaire à U. inexpectata (ou étant soupçonnée d'être une seule et même espèce, au moins dans cette aire de répartition) il est supposé qu'elle partage également les mêmes niches écologiques, à savoir la forêt côtière, la forêt pluviale de montagne et les zones herbeuses, entre 10 et 300 m.

## Systématique
Cette espèce a été décrite en 2022 par Javier Lobón-Rovira (d), Sara Rocha (d), David J. Gower (d), Ana Perera (d) et David James Harris (d). Elle diffère d’Urocotyledon inexpectata et il est supposé que les populations d’U. inexpectata des Seychelles sont en fait des U. norzilensis.

## Étymologie
Le nom spécifique de cette espèce, norzilensis, est composé des mots « nor » et « zil » qui signifient respectivement en seselwa « nord » et « îles », en référence à la répartition géographique de l'espèce (la terminaison « -ensis » signifiant « originaire de » en latin).

## Publication originale
- (en) Javier Lobón-Rovira, Sara Rocha, David J. Gower, Ana Perera et David James Harris, « The unexpected gecko: A new cryptic species within Urocotyledon inexpectata (Stejneger, 1893) from the northern granitic Seychelles », Zootaxa, Magnolia Press (d), vol. 5150, no 4,‎ 9 juin 2022, p. 556-578 (ISSN 1175-5334 et 1175-5326, OCLC 49030618, DOI 10.11646/ZOOTAXA.5150.4.5, lire en ligne).